# Frank Murphy
William Francis Frank Murphy (Harbor Beach, 13 de abril de 1890 - Detroit, 19 de julho de 1949) foi um jurista e político americano.
Entre seus inúmeros cargos públicos, foi prefeito de Detroit (de 1930 a 1933), o último governador geral das Filipinas (de 1933 a 1935), governador do estado de Michigan (de 1937 a 1939) e procurador geral dos Estados Unidos (entre 1940 e 1949).
Descendente de irlandeses, estudou na Universidade de Michigan, graduando em Direito e durante a Primeira Guerra Mundial, alcançou o posto de Capitão do exército mas abandonou o serviço militar em 1919.
Também foi professor na University of Michigan e foi o presidente do comitê nacional contra o nazismo, durante a escalado de terror do regime de Adolf Hitler.